# Nom d'artiste
Ne doit pas être confondu avec nom de scène.
Le nom d'artiste (ch. trad. : 號 ; ch. simp. : 号 ; py : hào ; jap. : 号 ; ko. : 호 ; viet. : hiệu) ou encore « nom de pinceau » est un pseudonyme utilisé par un artiste d'Extrême-Orient.
Ce nom d'artiste n'est pas figé et peut être modifié au gré de la carrière de l'artiste, en général pour marquer un changement important dans sa vie. Tang Yin, de la dynastie Ming, eut par exemple plus de dix noms d'artistes. Le peintre japonais Hokusai en eut quant à lui six différents au cours de la seule période 1798 à 1806. Un autre exemple que l'on peut citer est celui de Hiroshige et de ses divers noms successifs.

## En Chine
Li Bai (ch. trad. : 李白 ; py : Lǐ Bái ou Lǐ Bó, 701-762), un des plus grands poètes chinois de la dynastie Tang, fut le premier à utiliser un nom d'artiste : Li Taibai (ch. trad. : 李太白 ; py : Lǐ Táibái).

## Au Japon

### Lecture japonaise et lecture chinoise
Le nom d'artiste des peintres d'ukiyo-e est en principe formé de deux caractères, donnant en général lieu à quatre syllabes en lecture japonaise. Cependant, ces caractères étant des sinogrammes, il en existe également une lecture chinoise, qui va donc se composer de deux syllabes seulement (le chinois étant une langue monosyllabique).
Ceci explique dans certains cas la coexistence de deux noms d'artiste pour la même personne ; le cas le plus caractéristique étant celui des Kaigetsudō, pour lesquels il est d'usage de donner le nom d'artiste en lecture chinoise, bien qu'on rencontre assez souvent la lecture japonaise.
Ainsi, à la lecture chinoise d'Ando, le nom d'artiste du fondateur de l'atelier, Kaigetsudō Ando, correspond la lecture japonaise Yasunobu. Kaigetsudo Yasunobu est donc le même artiste que Kaigetsudō Ando, tout comme Kaigetsudō Nobutatsu (lecture japonaise) est en réalité le même artiste que Kaigetsudō Doshin (lecture chinoise).

### Choix du nom d'artiste
Les artistes japonais de l'ukiyo-e utilisent en général plusieurs noms différents au cours de leur vie. Le peintre Hokusai en est sans doute l'exemple le plus connu, lui qui utilise plus de cinquante-cinq noms différents tout au long de sa vie, changeant de nom d'artiste à chaque nouvelle œuvre importante.
Le cas de Hiroshige illustre également quelques particularités de la façon dont nom d'école et nom d'artiste sont choisis : Utagawa Hiroshige est le nom qu'il reçoit en 1812, un an seulement après avoir rejoint l'école Utagawa en tant qu'élève d'Utagawa Toyohiro, pour y prendre le nom d'artiste Hiroshige. Ce nom de Hiroshige, sous lequel il passera à la postérité, est formé du deuxième caractère hiro du nom de son maître Toyohiro, suivi par la « lecture alternative » shige du premier caractère jū de son prénom Jūemon. 
En effet, l'humilité de l'élève face à son maître implique qu'on ne reprenne pas normalement le premier caractère du nom de celui-ci, mais seulement le second. Le cas de Kaigetsudō Anchi, reprenant le premier caractère du nom de son maître, Kaigetsudō Ando, dénote donc qu'il s'agit de l'élève préféré du maître, voire, comme on l'a dit, de son fils.